# فالتر فلوريس
فالتر فلوريس (بالإسبانية: Wálter Flores)‏ هو مدرب كرة قدم ولاعب كرة قدم بوليفي في مركز الوسط، ولد في 29 أكتوبر 1978 في أورورو في بوليفيا. شارك مع منتخب بوليفيا لكرة القدم. أما مع النوادي، فقد لعب مع ذي سترونغيست ونادي بوليفار ونادي ريال بوتوسي ونادي سان خوسيه.

## وصلات خارجية
- فالتر فلوريس على موقع إي إس بي إن إف سي (الإنجليزية)
- فالتر فلوريس على موقع قاعدة بيانات كرة القدم.إي يو (الإنجليزية)
- فالتر فلوريس على موقع ناشيونال فوتبول تيمز (الإنجليزية)
- فالتر فلوريس على موقع Soccerway.com (الإنجليزية)